# العلاقات المارشالية الجنوب إفريقية
العلاقات المارشالية الجنوب أفريقية هي العلاقات الثنائية التي تجمع بين جزر مارشال وجنوب أفريقيا.

## مقارنة بين البلدين
هذه مقارنة عامة ومرجعية للدولتين:
| وجه المقارنة                                              | جزر مارشال                     | جنوب أفريقيا |
| --------------------------------------------------------- | ------------------------------ | --- |
| المساحة (كم2)                                             | 181                            | 1.22 مليون |
| عدد السكان (نسمة)                                         | 53.13 ألف                      | 57.73 مليون |
| الكثافة السكانية (ن./كم²)                                 | 29.35 ألف                      | 47.32 |
| العاصمة                                                   | ماجورو                         | بريتوريا، بلومفونتين، كيب تاون |
| اللغة الرسمية                                             | لغة إنجليزية، اللغة المارشالية | لغة إنجليزية، اللغة الأفريقانية، اللغة النديبلي الجنوبية، اللغة السوثو الشمالية، اللغة السوتية، لغة سوازي، اللغة التسونجا، اللغة التسوانية، اللغة الفيندية، اللغة الكوسية، اللغة الزولوية |
| العملة                                                    | دولار أمريكي                   | راند جنوب أفريقي |
| الناتج المحلي الإجمالي (بليون دولار)                      | 199.40 مليون                   | 349.42 مليار |
| الناتج المحلي الإجمالي (تعادل القوة الشرائية) بليون دولار | 207.25 مليون                   | 725.91 مليار |
| الناتج المحلي الإجمالي الاسمي للفرد دولار أمريكي          | 3.38 ألف                       | 5.72 ألف |
| الناتج المحلي الإجمالي للفرد دولار أمريكي                 | 3.80 ألف                       | 13.05 ألف |
| مؤشر التنمية البشرية                                      |                                | 0.666 |
| رمز المكالمات الدولي                                      | +692                           | +27 |
| رمز الإنترنت                                              | .mh                            | .za |
| المنطقة الزمنية                                           | ت ع م+12:00                    | ت ع م+02:00، أفريقيا/جوهانسبرغ ‏ |

## منظمات دولية مشتركة
يشترك البلدان في عضوية مجموعة من المنظمات الدولية، منها:
| علم المنظمة | اسم المنظمة                                 | تاريخ انضمام جزر مارشال | تاريخ انضمام جنوب أفريقيا |
| ----------- | ------------------------------------------- | ----------------------- | ------------------------- |
|             | البنك الدولي للإنشاء والتعمير               | 21 مايو 1992            | 27 ديسمبر 1945            |
|             | يونسكو                                      | 30 يونيو 1995           | 4 نوفمبر 1946             |
|             | الاتحاد الدولي للاتصالات                    | 22 فبراير 1996          | 1910                      |
|             | مؤسسة التمويل الدولية                       | 23 سبتمبر 1992          | 3 أبريل 1957              |
|             | منظمة الشرطة الجنائية الدولية               | ?                       | ?                         |
|             | مؤسسة التنمية الدولية                       | 19 يناير 1993           | 12 أكتوبر 1960            |
|             | الأمم المتحدة                               | 17 سبتمبر 1991          | 7 نوفمبر 1945             |
|             | مجموعة دول أفريقيا والكاريبي والمحيط الهادئ | ?                       | ?                         |
|             | منظمة حظر الأسلحة الكيميائية                | ?                       | ?                         |

## وصلات خارجية
- موقع وزارة الخارجية الجنوب أفريقية